# Georgi Gospodinow
Georgi Gospodinow (bułg. Георги Господинов, ur. 7 stycznia 1968 w Jambole) – bułgarski poeta, pisarz, krytyk, pracownik Instytutu Literatury Bułgarskiej Akademii Nauk. Jeden z najczęściej tłumaczonych bułgarskich pisarzy po 1989 roku. Laureat wielu nagród, w tym Literackiej Nagrody Europy Środkowej Angelus. W 2023 roku uhonorowany International Booker Prize za powieść Schron przeciwczasowy.

## Życiorys
Georgi Gospodinow ukończył filologię bułgarską na Uniwersytecie Sofijskim im. św. Klemensa z Ochrydy w 1993 roku. Doktorat uzyskał z nowej literatury bułgarskiej w Instytucie Literatury Bułgarskiej Akademii Nauk (BAN). Od 1995 roku pracuje jako literaturoznawca w Instytucie Literatury BAN. W latach 1998 do 2000 wykładał na Nowym Uniwersytecie Bułgarskim. Na Uniwersytecie Sofijskim prowadzi kursy kreatywnego pisania.
Był redaktorem w „Литературен вестник”, „Дневник” i w czasopiśmie literackim „Orient Express”.
W maju 2016 roku otrzymał Order Świętych Cyryla i Metodego I Klasy.

## Twórczość
Debiutował w roku 1992 tomikiem poetyckim Lapidarium, za który otrzymał nagrodę literacką za debiut roku. Jego pierwsza powieść – Powieść naturalna – została przetłumaczona na 17 języków i wydana w 25 krajach (wyd. pol. Pogranicze, 2009, tłum. Marta Hożewska-Todorow). Gospodinow jest autorem dwóch dramatów – D.J. (pol. przekł. w tomie Loty i powroty, Panga Pank, 2007) i Apokalipsyt idwa w 6 weczerta (Apokalipsa nadchodzi o 6 wieczorem). W roku 2006 wydał książkę zawierającą wspomnienia Bułgarów z okresu komunizmu (Az żiwiah socializma. 171 liczni istorii) oraz album Inwentarna kniga na socializma (Książka inwentarzowa socjalizmu).
Zbiór opowiadań I inne historie (wyd. pol. Pogranicze, 2011, tłum. Magdalena Pytlak) był nominowany do nagrody im. Franka O’Connora. Jedno z opowiadań znalazło się w antologii Best European Fiction 2010.
Na początku 2012 roku wydał powieść Fizika na tygata (Fizyka smutku), której pierwszy nakład (7 tys.) wyczerpał się w Bułgarii w ciągu trzech tygodni (wyd. pol. Wydawnictwo Literackie, 2018, tłum. Magdalena Pytlak). W 2019 roku otrzymał za tę powieść Literacką Nagrodę Europy Środkowej Angelus. Została ona nagrodzona także m.in. nagrodą im. Jana Michalskiego (2016) oraz znalazła się w finale Premio Strega Europeo (Rzym, 2014) czy Bruecke Berlin Preis (2014).
W 2013 roku napisał libretto do Space Opera kompozytora Aleksandra Nowaka. Premiera opery miała miejsce w marcu 2014 roku w Teatrze Wielkim w Poznaniu.
Wraz z grafikiem Nikołą Toromanowem stworzył tragikomiks Wecznata muha (Wieczna mucha).
W 2016 roku na podstawie opowiadania Ślepa Wajsza Theodore Ushev stworzył krótkometrażowy film animowany (Blind Vaysha). Animacja była nominowana do Oscara (Best Animated Short at the 89th Academy Awards). W 2019 roku premierę miała animowana adaptacja Fizyki smutku autorstwa Usheva.

## Wybrane dzieła

### Poezja
- Lapidarium (Лапидариум), 1992
- Българска христоматия, 1995
- Черешата на един народ, 1996
- Писма до Гаустин, 2003
- Балади и разпади, 2007
- Там, където не сме, 2016

### Proza
- Powieść naturalna (Естествен роман), 1999
- I inne historie (И други истории), 2001
- О, Хенри: 3 коледни истории с илюстрации, 2007
- Вечната муха, 2010
- Fizyka smutku (Физика на тъгата), 2011
- Невидимите кризи, 2012
- И всичко стана луна, 2013
- Всичките наши тела, 2018
- Schron przeciwczasowy (Времеубежище), 2020
- Ogrodnik i śmierć (Градинарят и смъртта), 2024

### Inne przekłady na język polski
Dramat D.J. ukazał się w antologii Loty i powroty. Pięć współczesnych sztuk bułgarskich wydawnictwa Panga Pank w 2007 roku.
Opowiadanie Człowiek o wielu imionach ukazało się w książce Człowiek o wielu imionach. Antologia prozy bułgarskiej przełomu XX i XXI wieku wydawnictwa Varsovia-Sedica w 2007 roku.
Opowiadania Herbatka wiśniowa, Made in the 80s, Stary człowiek i morze ukazały się w antologii Podróż z nieznajomą. 33 współczesne opowiadania bułgarskie, opublikowanej w 2012 roku przez Omnibus Press.
Dom Literatury w Łodzi wydał w 2021 roku zbiór wierszy Gospodinowa, zaczerpniętych z różnych tomików pt. Koniec minotaurów.